# Зюдердайх
Зюдердайх (нім. Süderdeich) — громада в Німеччині, розташована в землі Шлезвіг-Гольштейн. Входить до складу району Дітмаршен. Складова частина об'єднання громад Бюзум-Вессельбурен.
Площа — 6,64 км2. Населення становить 449 ос. (станом на 31 грудня 2020).

## Галерея

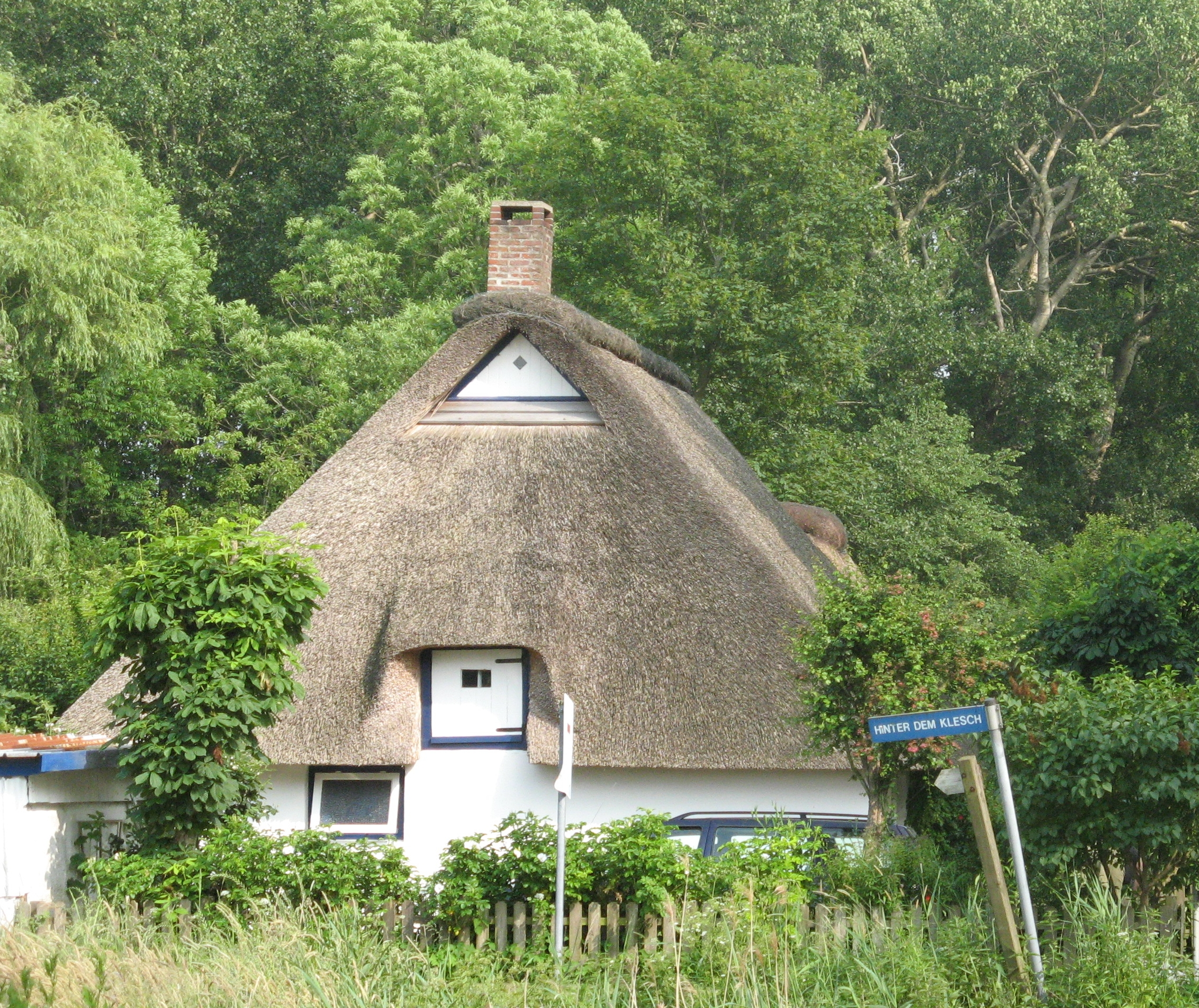